# Susanne Hüttemeister
Susanne Hüttemeister (* 16. September 1963 in Altena, Deutschland) ist eine deutsche Astrophysikerin, Astronomin und Hochschullehrerin. Sie ist Direktorin des Planetariums Bochum und Professorin an der Ruhr-Universität Bochum.

## Leben und Werk

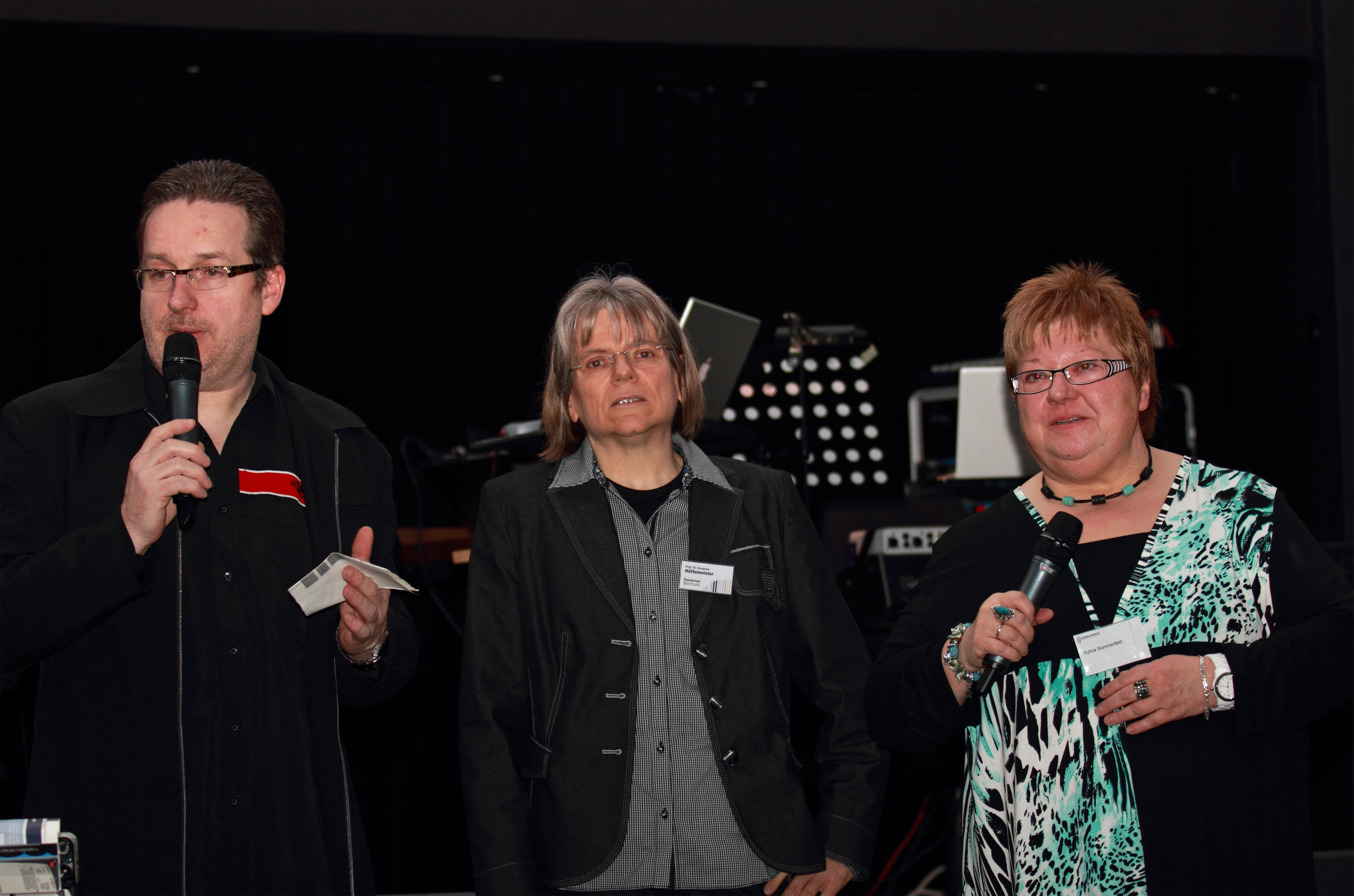
Verleihung des Schallwelle-Musikpreises am 10. März 2012 im Planetarium Bochum. Stefan Erbe, Susanne Hüttemeister und Sylvia Sommerfeld bei der Eröffnungsveranstaltung

Hüttemeister studierte nach dem Abitur am Burggymnasium Altena von 1983 bis 1990 mit einem Studienstipendium der Studienstiftung des Deutschen Volkes Physik und Astronomie an der Rheinischen Friedrich-Wilhelms-Universität Bonn, wo sie 1990 ihren Diplom-Abschluss erhielt. Von 1990 bis 1993 forschte sie als Doktorandin am Max-Planck-Institut für Radioastronomie in Bonn.
Sie promovierte 1993 in Astronomie an der Rheinische Friedrich-Wilhelms-Universität Bonn mit der Dissertation Molecular Clouds in the Galactic Center and Selected External Galaxies. Anschließend forschte sie bis 1996 als Postdoctoral Fellow am Harvard-Smithsonian Center for Astrophysics in Cambridge. Sie beschäftigte dort sich mit der Millimeter-Interferometrie innerer Regionen von Galaxien als neuem Forschungsschwerpunkt und begann eine Kooperation mit Wissenschaftlern am California Institute of Technology  in Pasadena (Kalifornien).
Nach ihrer Rückkehr nach Deutschland forschte sie bis 1999 mit einem Stipendium der Görres-Gesellschaft zur Pflege der Wissenschaft am Radioastronomisches Institut der Rheinische Friedrich-Wilhelms-Universität Bonn. Im Juni 2000 habilitierte sie in Bonn mit dem Habilitationsthema: The Molecular Interstellar Medium in its Galactic Context: Environmental Effects. Anschließend war sie bis Januar 2001 Gastwissenschaftlerin am Onsala Space Observatory der Technischen Hochschule Chalmers in Göteborg.
2001 wurde sie Hochschuldozentin und 2007 außerplanmäßige Professorin am astronomischen Institut an der Ruhr-Universität Bochum. Seit Ende 2004 ist sie zugleich Leiterin des Planetariums in Bochum. Sie ist seit 2023 Vizepräsidentin der Gesellschaft Deutschsprachiger Planetarien (GDP).
Seit April 2021 spricht sie im Podcast Gemeinsam durch die Galaxis mit einem Co-Host über verschiedene astronomische Themen.

## Forschung
Sie beschäftigt sich hauptsächlich mit dem interstellaren Medium in den zentralen Regionen von Galaxien, einschließlich Starburst-Systemen, Balkengalaxien und Objekten wie unserer eigenen Milchstraße oder der nahegelegenen Grand Design-Spiralgalaxie M51. Sie interessiert sich insbesondere für die Beziehung zwischen den physikalischen Parametern des Gases, vor allem seiner Temperatur und Dichte, seiner Chemie und den dynamischen Bedingungen, denen es unterliegt.

## Veröffentlichungen (Auswahl)
- mit T. L. Wilson, G.  Dahmen, C. Henkel: Three transitions of methanol at 1 CM wavelength. Astronomy & Astrophysics 268, 1993, S. 249.
- mit M. Dahlem, G. Golla, J. B. Whiteoak, R.Wielebinski, C.Henkel: The distribution of CO in NGC 4945. Astronomy & Astrophysics 270, 1993,  S. 29.
- mit T. L. Wilson, T. M. Bania, J. Martin-Pintado: Kinetic temperatures in Galactic Center molecular clouds. Astronomy & Astrophysics 280, 1993, S. 255.
- mit T. L.  Wilson, R. Mauersberger, C. Lemme, G. Dahmen, C.Henkel: A multilevel study of ammonia in star-forming regions. 6: The envelope of Sagittarius B2.  Astronomy & Astrophysics 294, 1995, S. 667.
- mit Kristen Rohlfs, Thomas L. Wilson: Tools of Radio Astronomy. 5. Auflage. Heidelberg: Springer-Verlag Berlin, 2009, ISBN 3540851216.
- Christoph, Jennifer, and Susanne Hüttemeister' "'Planetarium@ home': Digital Astronomy Outreach During the Covid-19 Pandemic." Communicating Astronomy with the Public Journal 30 (2021).